# Далмација (римска провинција)
Далмација (лат. Dalmatia — Далматија) је била римска провинција, која је основана током 1. века, приликом управне поделе дотадашњег Илирика. Главни град провинције је била Салона, данашњи Солин код Сплита. Крајем 3. века, за време владавине цара Диоклецијана, просторни опсег провинције је сужен, пошто је југоисточни део одвојен ради стварања нове провинције Превалитане.
Приликом поделе Римског царства (395) припала је западном делу. Крајем 5. века освојена је од стране Острогота, али је и даље наставила да постоји као провинција. Око 538. године, прикључена је Византијском царству.
Провинција је опустошена почетком 7. века, у време најезде Авара и Словена, а под царском влашћу су остали само поједини приморски градови и острва. Од тих остатака провинције Далмације потом је формирана византијска архонтија, односно тема Далмација.

## Оснивање провинције
Рим је почео са нападима на територију Илира који су живели у Далмацији. Као резултат тих напада формирана је једна велика римска провинција Илирик, која је обухватала и Панонију и Далмацију. Илири су на територији Далмације први пут приморани да плаћају данак Римљанима 156. п. н. е.
Од 35. до 33. п. н. е. Октавијан Август водио је велики поход против варвара на територији која ће касније бити део провинције Далмације. Ратовао је против Јапода (у близини данашњег Сиска, тадашње Сегестике) а касније је освојио читав приобални део Далмације. По свему судећи није дубље продирао у унутрашњост.
Године 10. после Христа, током владавине Октавијана Августа, Илирик је био подељен на Панонију на северу и на Далмацију на југу. До те реформе је дошло након рата који је Тиберије водио против Илира и Панонаца на територији Илирика.

## Географски положај и градови
Далмација се пружала од источне обале Јадрана према унутрашњости, досежући вероватно на северу долину реке Саве. Римска провинција Далмација имала је много шире границе него данашња Далмација. Она је обухватала не само данашњу Далмацију, него и највећи део Босне и Херцеговине, Црну Гору, западну Србију, највећи део Хрватске, и делове Словеније и Албаније. Њене границе биле су отприлике ове: Јадранско море, од Раше (у Истри) до ушћа Дрима.
Најважнији градови су били Салона (Солин), Сениа (Сењ), Јадер (Задар), Фарос (Хвар), Епидаур (Цавтат), Ризинијум (Рисан), Акрувијум (Котор), Скодра (Скадар).

## Односи Рима са Илирима
Римљани су свјесно одустајали од грубе примјене управне власти и романизације. Нова власт је у почетку најбоље функционисала у подручју дуж обале Јадранског мора, широко отворене према Италији. Приморје је служило као база за учвршћивање власти у цијелој Провинцији и интензивно се настојало и успијевало романизовати. Међутим, планински вијенци дуж исте морске обале одвајали су унутрашњост Далмације у којој Римљани нису могли разбити старе племенске заједнице. Спроводили су вјешту политику постепеног романизирања у брдским предјелима (прије свега најзначајнијих породица старосједелаца, везујући их за римску власт) толеришући мале посједе, уважавајући мишљење малих посједника и поштујући племенско уређење Илира. Сјећање на дуге и упорне борбе са Илирима, узроковале су и то да је Рим водио рачуна о осјетљивости и расположењу домородачког становништва, уз строго поштовање области (civitates) и граница појединих племена .

### Уређење у Провинцији
На челу провинције Далмације, у Солину(Salona), налазио се легат „legatus Augusti pro preatore”, у чијим је рукама била сва војна и цивилна власт. За финансијска питања и руковођење појединим привредним гранама, легат је имао своје помоћнике (comites, adsessores), као и прокураторе.

#### Наронски конвент
Три судско административне области у Далмацији, зване конвенти (conventus), основане су у Скадрину (Scadrona), Солину (Salona- административном центру провинције Далмације) и Нарони (у Виду, код Метковића, близу ушћа Неретве). Нарони су припадала племена Илира са подручја данашње Црне Горе, гдје се налазило и језгро некадашње илирске државе, a Плиније набраја : Доклеате (са 33 декурије), Ардијеје (20декурија), Лабеате (поред Скадарског језера) и друга племена. Територије племена су називане жупама (civitates), на челу са префектом (preafectus) странцем-официром у моменту преузимања власти или у случају немира, а касније (по стабилизацији прилика) препоситом (preapositus), домороцем (обично неки од принципа -племенских првака) који би временом добијао и римско грађанство. Такође, постојао је и савјет племенских првака — принципа (principes). У вези са тим помиње се и племенско вијеће Доклеата.
Жупе су биле састављене од декурија.

#### Concilium (савјет) у Скадрони
Два савјета у Далмацији, представљла су помоћне административну јединицу у Провинцији. Савјет у Скадрони је био надлежан и за трећу декурију (Нарона) .

### Војска
Познато је да су у римско доба на територији данашње Црне Горе биле стациониране сљедеће легије: Legio I Adriutix, Legio VII Gemina, Legio XX Valeria Victrix, Legio XI Claudia Pia Fidelis, Legio IV Flavia Felix  и Legio II Adiutrix. На натписима у Црној Гори се помињу само: Legio I Adriutix  (натписи у Доклеји, код Подгорице и „Municipiuma S”, код Пљеваља) и Legio VII Gemina  (натпис у Рисну). Legio I Adriutix је дошла из Маинца, око 85-86. године, смијенивши легију IV Flaviu Felix (прешла у провинцију Мезију, на Дунаву).
Помиње се и. једна помоћна јединица- ауксилијарна трупа, именом Cohors VIII voluntarium  (састављена од неримског становништва из других провинција). Илири са подручја данашње Црне Горе су такође служили у оваквим помоћним војним јединицама, али ван провинције Далмације. Тако је нпр. Публије Лурије Модерат (Publius Lurius Moderatus) из Рисна, служио је у римској флоти у Равени (у којој је било 40 % Далмата).
На натписима из Црне Горе помињу се подофицири (beneficiarii consulares). Дио ових бенефицијарија (официра) били су домороци, као што је то случај са Публијем Елијем Фусцином (Publius Aelius Fuscinus) из Пљеваља или Гај Октавије Лаконом (Caius Octavius Laco) из Доклеје. На натпису у Пљевљима помиње се још један „домаћи” римски војник: Аурелије Максим, син Аурелија Венде.
Од краја I вијека, Далмација постаје „provincia inermis” — без легија, па војне јединице играју много мању улогу него у подунавским провинцијама.

### Насеља
Кастели (castellum) првенствено означавају насеља домородачког становништва у провинцији Далмацији.
Конвенти или опида (oppida civium Romananorum) била су насеља колонизираних римских грађана, досељених у Илирик, односно каснију провинцију Далмацију, међу којима се помињу: Rhiznium (Рисан), Acruium (Бигово), Butua-Butuanum (Будва) и Olcinium (Улцињ). Сем Италика, у овим градовима постоји и већи број трговаца, Грка и оријенталаца, а развијено занатство утиче на формирање занатских колегија. У њима постоји знатно већи број робова него у унутрашњости Провинције.
Муниципији су били градови са одређеном самоуправом. На територији данашње Црне Горе значајни су били: Doclea (Доклеја, касније Дукља, крај Подгорице, у римском царском добу најзначајнији градски центар подручја данашње Црне Горе) и насеље (из римског периода непознатог имена) означено као „Municipium S”, у близини Пљеваља (Комини), кога појединци идентификују са познатим Сполонумом (Splonum). Постоји и мишљење да се овај муниципијум налазио у Коловрату, код Пријепоља. Један од муниципија се вјероватно налазио и око Андријевице и Берана. Ови градови су резултат постепеног продирања и римске политике урбанизације, из приморја у унутрашњост овог дијела Провинције.

### Путеви
У оквиру римске провинције Далмације, којој је припадао предео данашње Црне Горе, постојао је већи број путева, који су до сада непотпуно истражени. Осим појединих налаза античких миљоказа и фрагмената саобраћајница, као поуздани подаци о траси римских путева могу се узети историјски извори: Tabula Peuntigeriana (Појтингерова табла) из IV—VI вијека нове ере, Itinerarium Antonini, из IV вијека нове ере и такозвани " Равенски географ ".

### Верски живот
Верски живот на подручју римске провинције Далације био је током првих векова обележен присуствм три политеистичке религије: илирске, старогрчке и староримске. Временом се на тим просторима јављају и поједине оријенталне религије, као што су митраизам и јудаизам, а потом и хришћанство.
Појава раног хришћанства у римској Далмацији везује за прве векове хришћанске историје. Развој црквеног уређења на далматинским просторима може се у континуитету пратити од 3. века. У већим градовима римске Далмације развиле су се локалне епископије, а најзначајнија међу њима била је епископија у Салони. Након увођења митрополитског система у 4. веку, епископи Салоне су као црквени поглавари главног провинцијског града постали митрополити, са надлежношћу над свим епископима у римској Далмацији. Тиме је створена Салонитанска митрополија, која се налазила под јурисдикцијом древне Римске цркве. Почетком 7. века, заједно са пропашћу античке Салоне разорена је и тамошња митрополија.

## Марцелинова и Непотова Далмација
У време кризе Западног римског царства средином 5. века долази до јачања локалних царских управитеља у појединим областима. Тако је и Далмација у периоду између 454. и 474. године, а затим поново између 475. и 481. године имала готово самосталну управу. Римски војсковођа Марцелин се око 454. године учврстио као управитељ Далмације, уз  номинално признање царске власти. Након његове смрти (468), наследио га је рођак Јулије Непот, који је 474. године успео да постане западни римски цар, али је већ 475. године свргнут, након чега се повукао у Далмацију, где је наставио да валада до смрти 480. године. Смрђу Овида (481) који је приграбио власт након убиства Јулија Непота, самостална управа престаје да постоји, а Далмацију осваја Одоакар, који је прикључује својој држави.

## Одоакарова и Теодорихова Далмација
У склопу државе краља Одоакара, Далмација је наставила да постоји као провинција, која је наставила да функционише по моделу римске провинциске управе. Такво уређење је опстало и након остоготског освајања покрајине око 490. године, под заповедништвом великог остроготског краља Теодориха. У склопу државе Острогота, Далмација је и даље наставила да постоји као провинција којом је управљано по римском административном моделу, а такво стање је владало све до избијања византијско-остроготског рата (535).
Један од највећих историографских проблема у области проучавања црвеног живота у античкој Далмацији представља питање о аутентичности извесних аката који се односе на наводно одржавање појединих црквених сабора у том граду у првој половини 6. века, за време остроготске власти. Према тим актима, који су познати само на основу веома позних преписа из 15. века, реч је о ткозваним салонитанским саборима који се датују у наводну 530. и 533. годину. У историографији не постоји сагласност поводом питања о веродостојности поменутих аката, а самим тим се отвореним сматра и питање о историчности наводних сабора на које се ти акти односе.

## Јустинијанова Далмација
За време владавине цара Јустинијана I, Далмација је између 535. и 538. године ушла у састав источног римског, односно Византијског царства.
Средином 6. века, у Далмацију су почели да упадају Словени, а потом и Авари. Према сведочењу Прокопија, Словени су 550. године продрли у унутрашњост Далмације. Знатно опаснији били су новопридошли Авари који су, након освајања Сирмијума (582), створили услове за даље продирање према јадранској обали дуж римског пута Сирмијум-Салона.
Након смрти византијског цара Маврикија (602), отпочео је масовни продор Авара и Словена, који су прво запоели унутрашњост порвинције Далмације, а затим су похарали и приморске области. Око 614. године, пострадала је и Салона. У то доба, за време владавине цара Ираклија (610—641) долази до насељавања Срба и Хрвата у далматинском залеђу. Северозападне делове провинције населили су Хрвати, а остатак Срби. Област Хрвата простирала се од Истре до Цетине, а област Срба од Цетине до Бојане. Преостало староседелачко становништво (далматински Романи) повукло се у поједина утврђена приморска места, а такође и на острва, настављјући да признаје царску власт. Од тих остатака некадашње простране провинције Далмације касније је формирана византијска архонтија, односно тема Далмација.